# Chiesa della Pietà (Cerveteri)

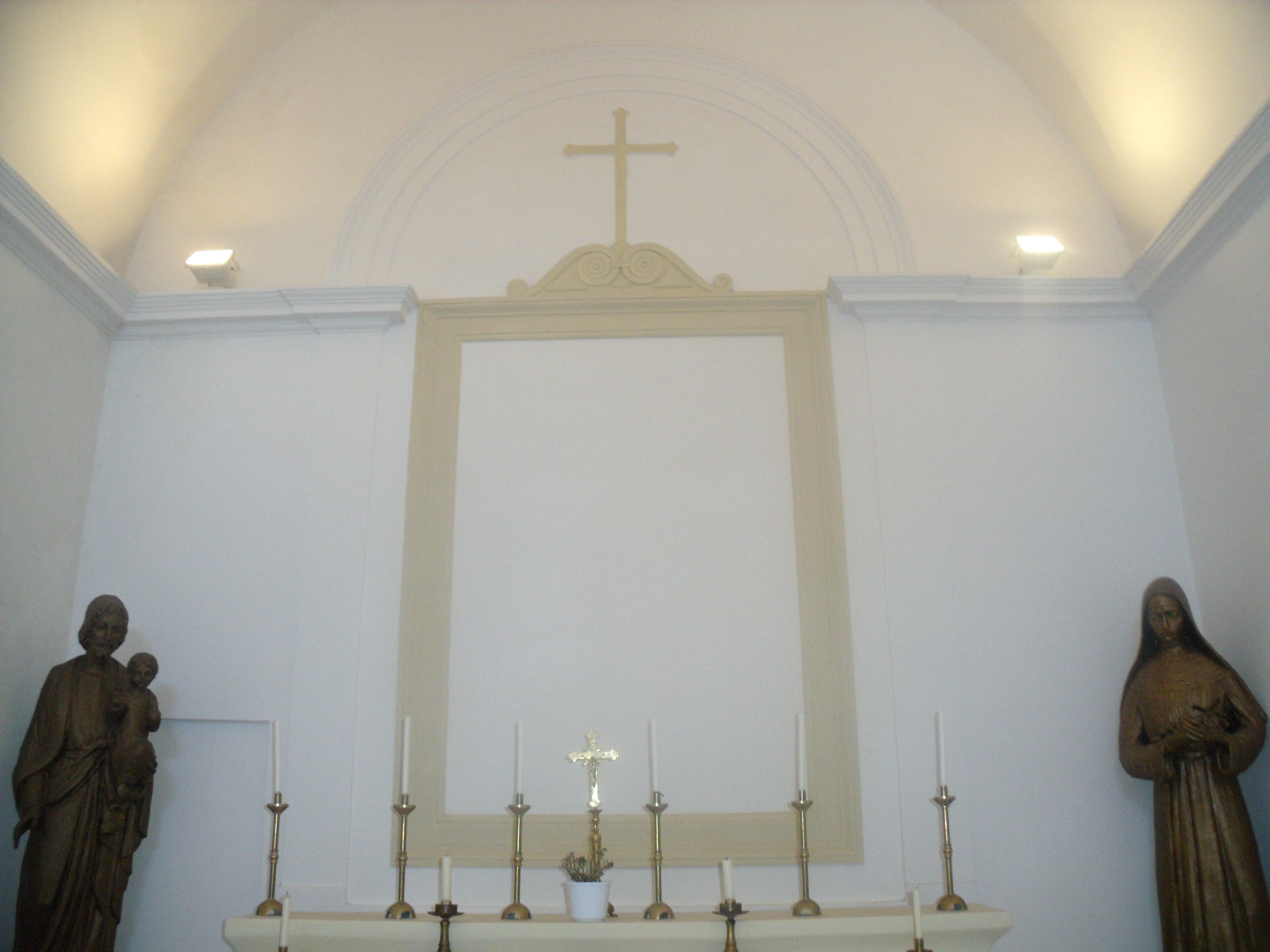
L'interno

La chiesa della pietà è una piccola chiesa di Cerveteri, edificata nel corso del XIX secolo. È stata costruita come cappella del cimitero vecchio di Cerveteri, a seguito del provvedimento napoleonico col quale si vietava la sepoltura nelle chiese.
Ha una piccola facciata con portale e finestra a semicerchio. L'interno è ad aula unica coperta da volta a botte, con due finestre a semicerchio murate, ed è caratterizzato da un altare con sotto l'ossara. Non ci sono pitture, solo le statue di santa Rita e san Giuseppe, oltre a 4 tombe. Sopra l'altare maggiore vi è una cornice che presentava al suo interno il quadro della pietà di Perin del Vaga, portato prima qui dalla chiesa di San Martino, e oggi in Chiesa Madre. Presenta anche un piccolo campanile a vela, ospitante una Campana a corda che ogni primo lunedì del mese viene periodicamente suonata per la messa in ricordo dei fedeli defunti. Sul retro vi è una stanzetta adibita a magazzino e obitorio dove si effettuano le riesumazioni.